# I liga 1982-1983
L'edizione 1982-83 della I liga vide la vittoria finale del Lech Poznań.
Capocannoniere del torneo furono Mirosław Okoński (Lech Poznań) e Mirosław Tłokiński (Widzew Łódź), con 15 reti.

## Classifica finale
|     | Classifica         | G  | V  | N  | P  | GF | GS | Pt |
| --- | ------------------ | -- | -- | -- | -- | -- | -- | -- |
| 1.  | Lech Poznań        | 30 | 17 | 5  | 8  | 42 | 31 | 39 |
| 2.  | Widzew Łódź        | 30 | 13 | 12 | 5  | 50 | 30 | 38 |
| 3.  | Ruch Chorzów       | 30 | 11 | 13 | 6  | 34 | 22 | 35 |
| 4.  | Pogoń Szczecin     | 30 | 12 | 9  | 9  | 44 | 28 | 33 |
| 5.  | Wisła Cracovia     | 30 | 13 | 6  | 11 | 44 | 36 | 32 |
| 6.  | Śląsk Wrocław      | 30 | 12 | 6  | 12 | 35 | 34 | 30 |
| 7.  | ŁKS Łódź           | 30 | 10 | 10 | 10 | 36 | 38 | 30 |
| 8.  | Legia Varsavia     | 30 | 11 | 7  | 12 | 43 | 39 | 29 |
| 9.  | Szombierki Bytom   | 30 | 8  | 13 | 9  | 34 | 37 | 29 |
| 10. | Bałtyk Gdynia      | 30 | 9  | 11 | 10 | 28 | 31 | 29 |
| 11. | Zagłębie Sosnowiec | 30 | 10 | 9  | 11 | 29 | 37 | 29 |
| 12. | Górnik Zabrze      | 30 | 10 | 8  | 12 | 30 | 38 | 28 |
| 13. | GKS Katowice       | 30 | 10 | 7  | 13 | 28 | 34 | 27 |
| 14. | Cracovia Kraków    | 30 | 6  | 15 | 9  | 20 | 33 | 27 |
| 15. | Stal Mielec        | 30 | 7  | 10 | 13 | 27 | 36 | 24 |
| 16. | Gwardia Warszawa   | 30 | 7  | 7  | 16 | 26 | 46 | 21 |

### Verdetti
- Lech Poznań Campione di Polonia 1982-83.
- Lech Poznań ammesso alla Coppa dei Campioni 1983-1984.
- Widzew Łódź ammesso alla Coppa UEFA 1983-1984.
- Stal Mielec e Gwardia Warszawa retrocesse in II liga polska.